# Нольде Борис Емануїлович
Нольде Борис Емануїлович (27 грудня 1876 Санкт-Петербург, Російська імперія — 28 травня 1948 Лозанна, Швейцарія) — юрист-міжнародник, історик, один із лідерів Конституційно-демократичної партії. Належав до верхів царської бюрократії, барон.

## Біографія
Урядовій кар'єрі сприяв батько — керуючий справами Ради міністрів Російської імперії при С.Вітте. 15 років працював у МЗС Російської імперії. З 1913 — редактор «Известий МИД» і науковий консультант Юрисконсультської частини, згодом — директор 2-го (Консультського) департаменту, товариш (заст.) міністра закордонних справ (березень–травень 1917). Тісно співпрацював із С.Сазоновим.
Напередодні Першої світової війни розробив проект реформи МЗС Рос. імперії, у період війни брав активну участь у підготовці розробок з «польського питання», проблем, пов'язаних із зовнішньою політикою, умов таємного Лондонського договору 26 (13) квітня 1915. Співавтор акта зречення великого князя Михайла Олександровича від російського престолу. Залишив МЗС після відставки П.Мілюкова. Член Юридичної наради (травень 1917), де зволікав з наданням Фінляндії незалежності, учасник розробки закону про Установчі збори та їх скликання. Доповідач з національного питання на 9-му з'їзді кадетів, який офіційно відкинув право націй на самовизначення. Член Передпарламенту, виступав за вихід Росії з війни, прихильник укладення сепаратного миру з Німеччиною. По Жовтневому перевороті в Петрограді 1917 — діяч «Правого центру», розгорнув германофільську діяльність, контактував з Мірбахом, іншими німецькими представниками, виступав за активізацію співробітництва з окупантами України 1918. До весни 1919 — професор петроградських вузів, видавець журналу «Мировое хозяйство и международная политика», виступав зі статтями на історичні теми, з літа 1919 — в еміграції. Учасник переговорів білих з Фінляндією (осінь 1919), якій обіцяли визнання незалежності за участь у наступі на Петроград (нині м. Санкт-Петербург). Брав активну участь у діяльності емігрантського «Російського товариства Ліги народів», протягом 1920–30-х рр. працював у «Нансенівському комітеті допомоги біженцям» Ліги Націй.
З серед. 1920-х рр. викладав у Паризькому університеті, експерт судів і державних установ Франції. Н. — член, з 1947 — голова Міжнародного інституту права. Висвітлював різні аспекти історії України, демонструючи ліберальний підхід до проблем правового оформлення і стану та ідеології російсько-українських відносин 17–18 ст. Виступав прихильником «обласної автономії» України в складі Російської держави. 1912 у Львові в українському перекладі видано розділи з праці Н. «Очерки русского государственного права», де міститься оцінка актів 1654 і дальших актів періоду Гетьманщини, що трансформували українсько-російські взаємини, показ того, як представники України боронили «знищену автономію своєї країни». У міжвоєнний період досліджував суспільно-політичні погляди слов'янофілів, зокрема щодо общини та монархії. У роки Другої світової війни на підставі попередніх праць Н. готував узагальнену монографію з історії приєднання окраїнних національних територій до Московської і Російської держав. Уривок з незавершеного дослідження надруковано посмертно французькою мовою. Під час німецької окупації Н. співробітничав з французьким рухом Опору.
Нагороджений орденом Почесного легіону.
Помер у м. Лозанна (Швейцарія).